# Tropisch regenwoud van Sumatra
Het Tropisch regenwoud van Sumatra is gelegen in Indonesië op het eiland Sumatra.
Sinds 2004 staat het Tropisch regenwoud van Sumatra op de werelderfgoedlijst van de UNESCO. Het werelderfgoed bestaat uit drie Nationale parken, te weten: Nationaal Park Gunung Leuser, Nationaal Park Kerinci Seblat en Nationaal Park Bukit Barisan Selatan.